# Sellos nacionales de la República de China
Los sellos nacionales de la República de China son los sellos oficiales de la República de China. El sello de honor es utilizado por el jefe de Estado al otorgar honores.

## Diseño y medidas
El Sello de la República de China está hecho de jadeíta verde y pesa 3,2 kilogramos. Mide 10 centímetros de altura, siendo 4,3 cm la altura del cuerpo. La cara del sello mide 13,3 cm cuadrados. Su inscripción 中華民國之璽T está escrito en escritura de sello en escritura vertical, con 中華T, 民國T y 之璽T escrito de derecha a izquierda. El emblema nacional está grabado en la parte superior del pomo, decorado con un cordón de seda azul zafiro.

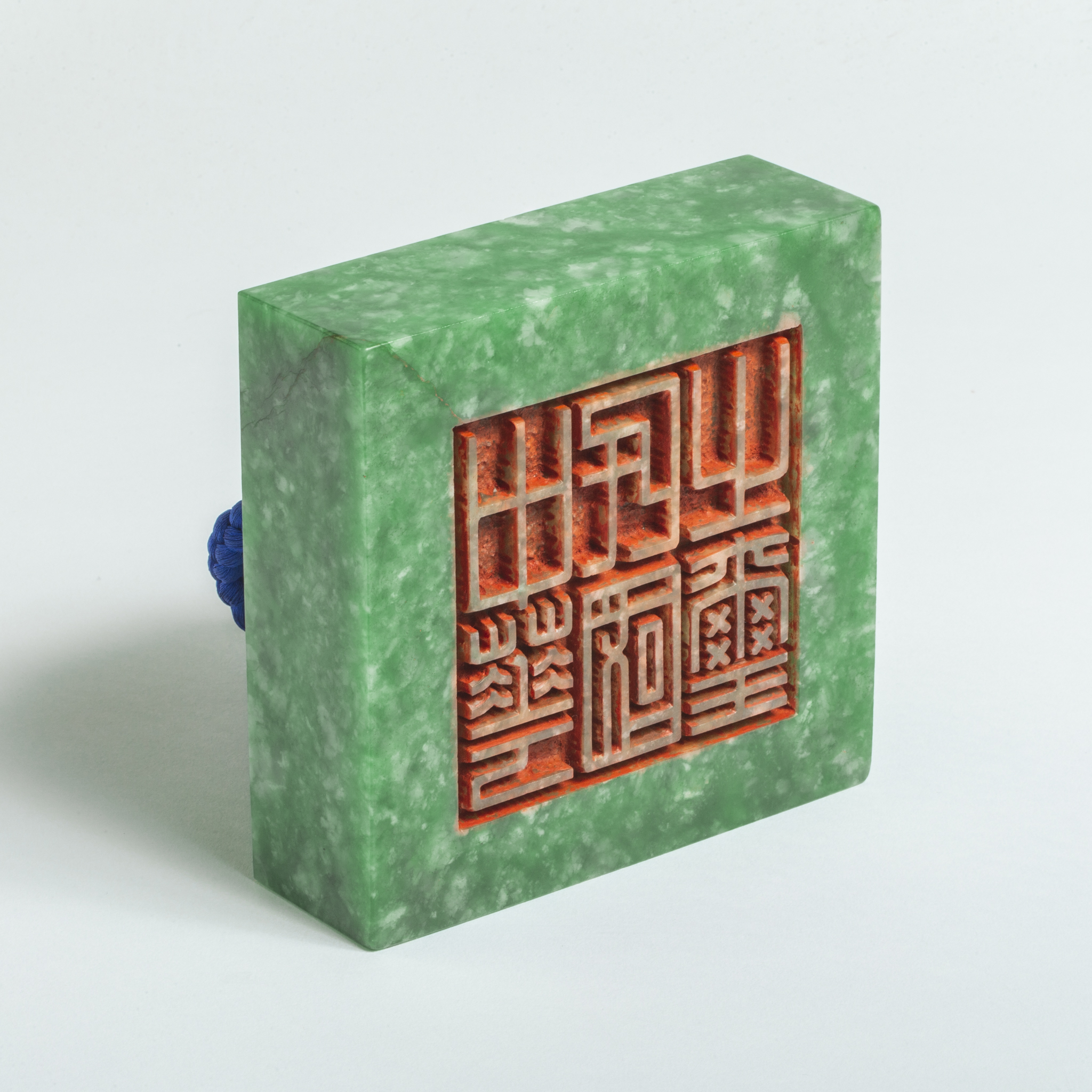
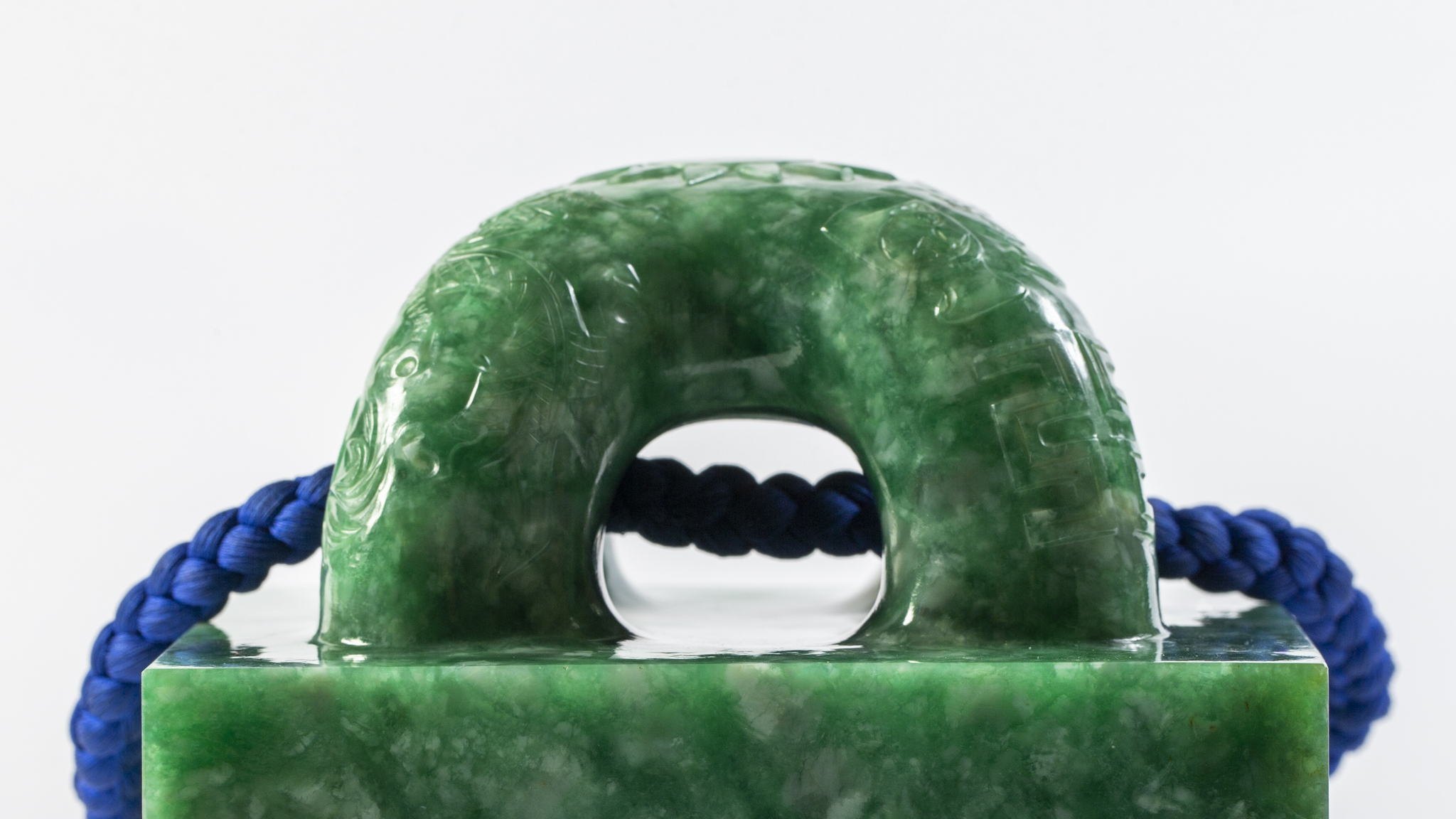

El sello de honor está hecho de nefrita blanca y pesa 4,3 kg. Mide 11,1 cm de altura, siendo 4,6 cm la altura del cuerpo. La cara del sello mide 13,6 cm cuadrados. Su inscripción 榮典之璽T está escrito en escritura de sello en escritura vertical, con 榮典T y 之璽T Escrito de derecha a izquierda. El escudo nacional está grabado en la parte superior del pomo, y el sol, un dragón y la iridiscencia de las nubes están grabados en sus laterales. Está decorado con un cordón de seda azul zafiro.

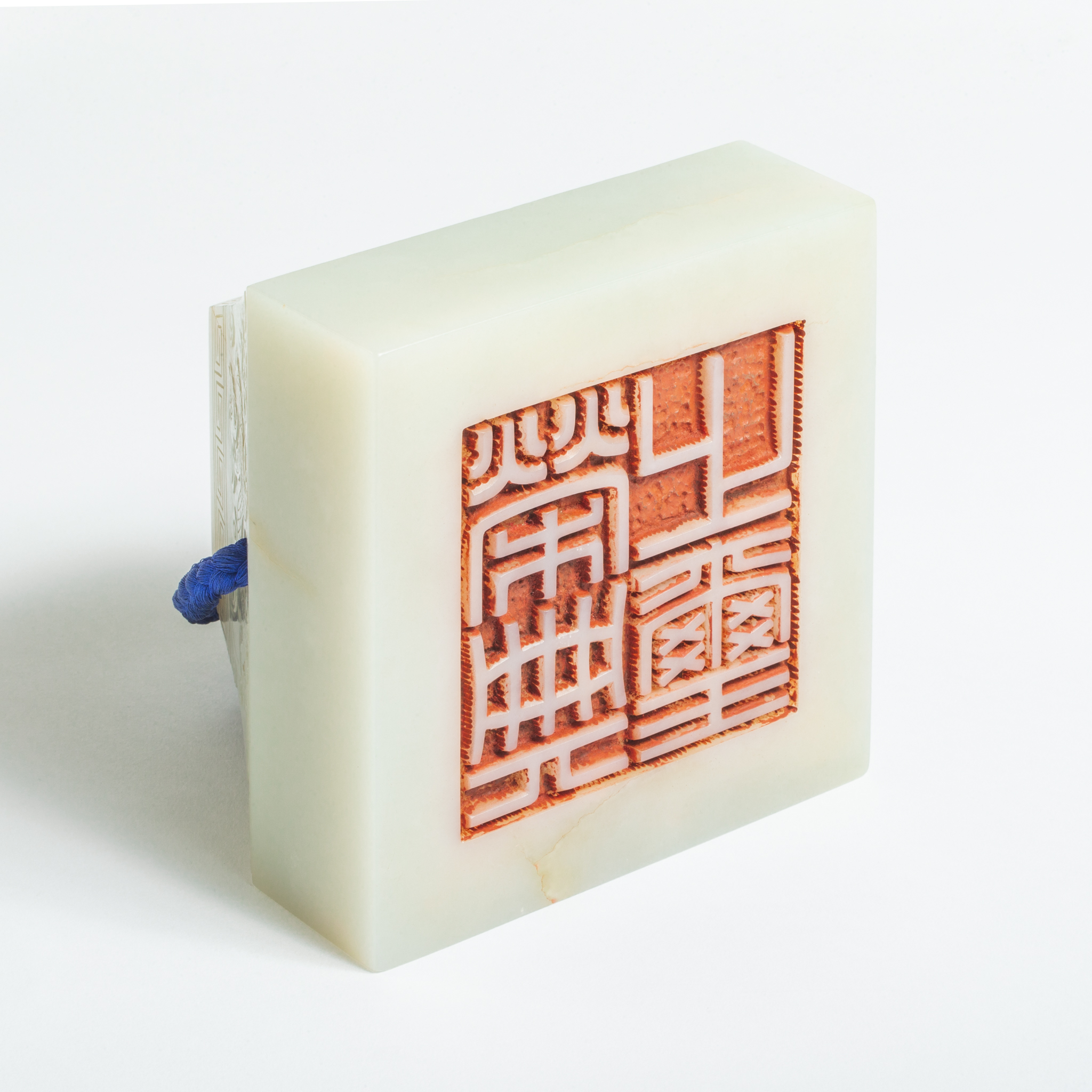
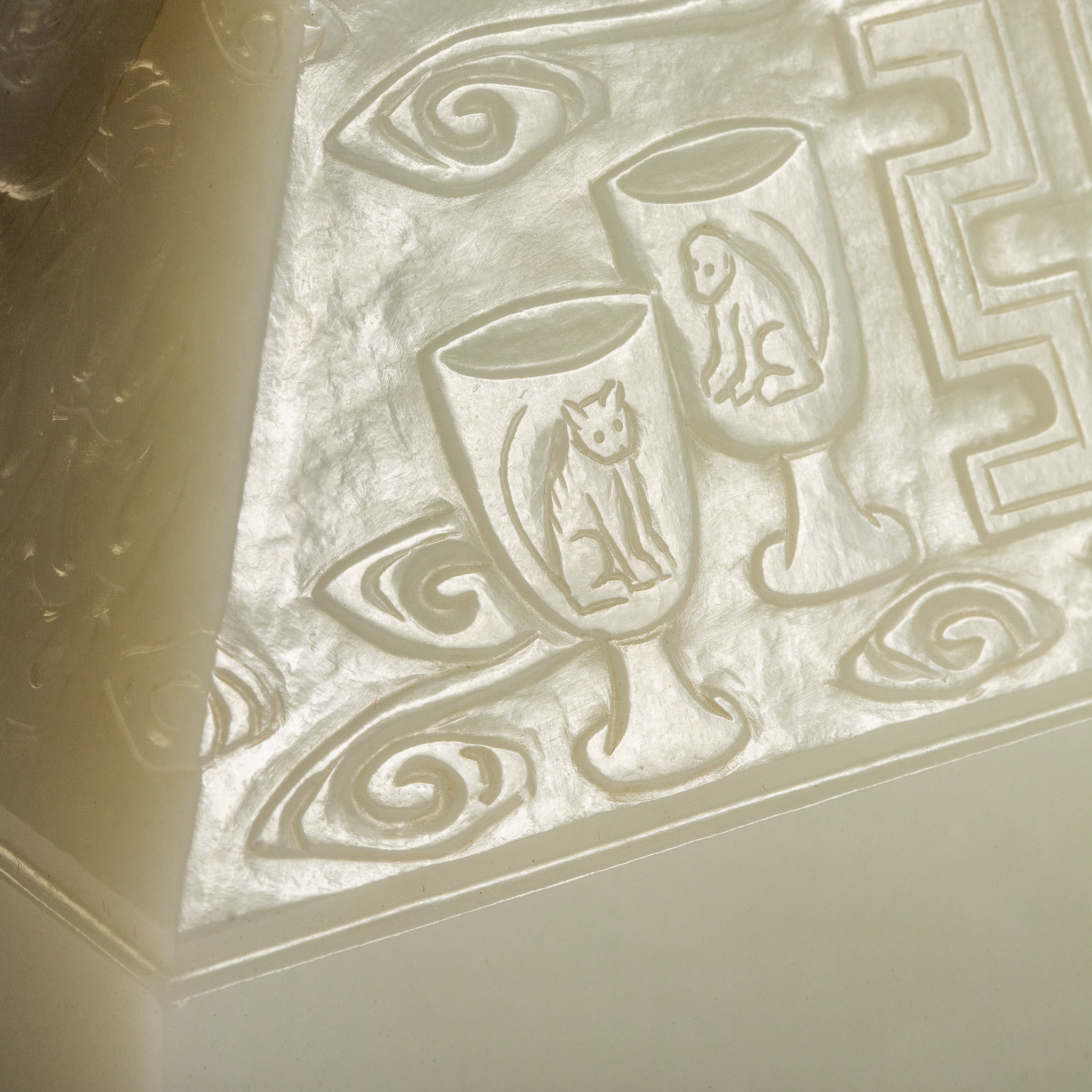

En mayo de 1946, cuando surgió la idea errónea de que la insignia grabada en los sellos era el emblema del Kuomintang (en lugar del emblema nacional, prácticamente idéntico), el presidente del Yuan de Examen Dai Jitao explicó: «El Padre de la Nación [Sun Yat-sen] designó el Cielo Azul con un Sol Blanco como emblema nacional, cuyo profundo y amplio significado es evidente. Los Tres Principios del Pueblo son la implementación del Cielo Azul con un Sol Blanco, y mediante la interpretación del mandato celestial y la voluntad popular, el Cielo Azul con un Sol Blanco es el cuerpo de la Gran Imparcialidad; el cultivo de la integridad personal y la práctica de las virtudes se basan en el Cielo Azul con un Sol Blanco. He seguido al Padre de la Nación durante años y estuve presente en la adopción de los sellos por parte del Gobierno nacionalista. Por lo tanto, dejo este breve registro para los dignos de las épocas futuras».
El soporte ceremonial y la bandeja están hechos de cedro de incienso de Taiwán (Calocedrus formosana) y madera de haya, inspirados en el Ding, un recipiente ritual tradicional. En el soporte se tallan ruyi, un ornamento tradicional de buena suerte, y lirios de Formosa, que simbolizan la vitalidad resiliente, el buen gobierno, la paz social y la prosperidad nacional.

## Historia

### Gobierno de Beiyang
En diciembre de 1914, el Gobierno de la República China aprobó la Ley de Sellos Nacionales, basada en la Constitución de 1914, y adoptó tres sellos nacionales. El primero, conocido como el sello de la República de China, se utilizaba en las ceremonias nacionales y el intercambio de cartas credenciales, etc. El segundo, el sello de investidura (en chino tradicional, 封策之璽), se utilizaba en la investidura de nobles y el nombramiento de cargos. El tercero, el sello de honor, se utilizaba en la concesión de medallas y otros documentos honoríficos.